# Saint-Étienne-de-Valoux
Saint-Étienne-de-Valoux is een gemeente in het Franse departement Ardèche (regio Auvergne-Rhône-Alpes) en telt 200 inwoners (1999). De plaats maakt deel uit van het arrondissement Tournon-sur-Rhône.

## Geografie
De oppervlakte van Saint-Étienne-de-Valoux bedraagt 2,4 km², de bevolkingsdichtheid is 83,3 inwoners per km².

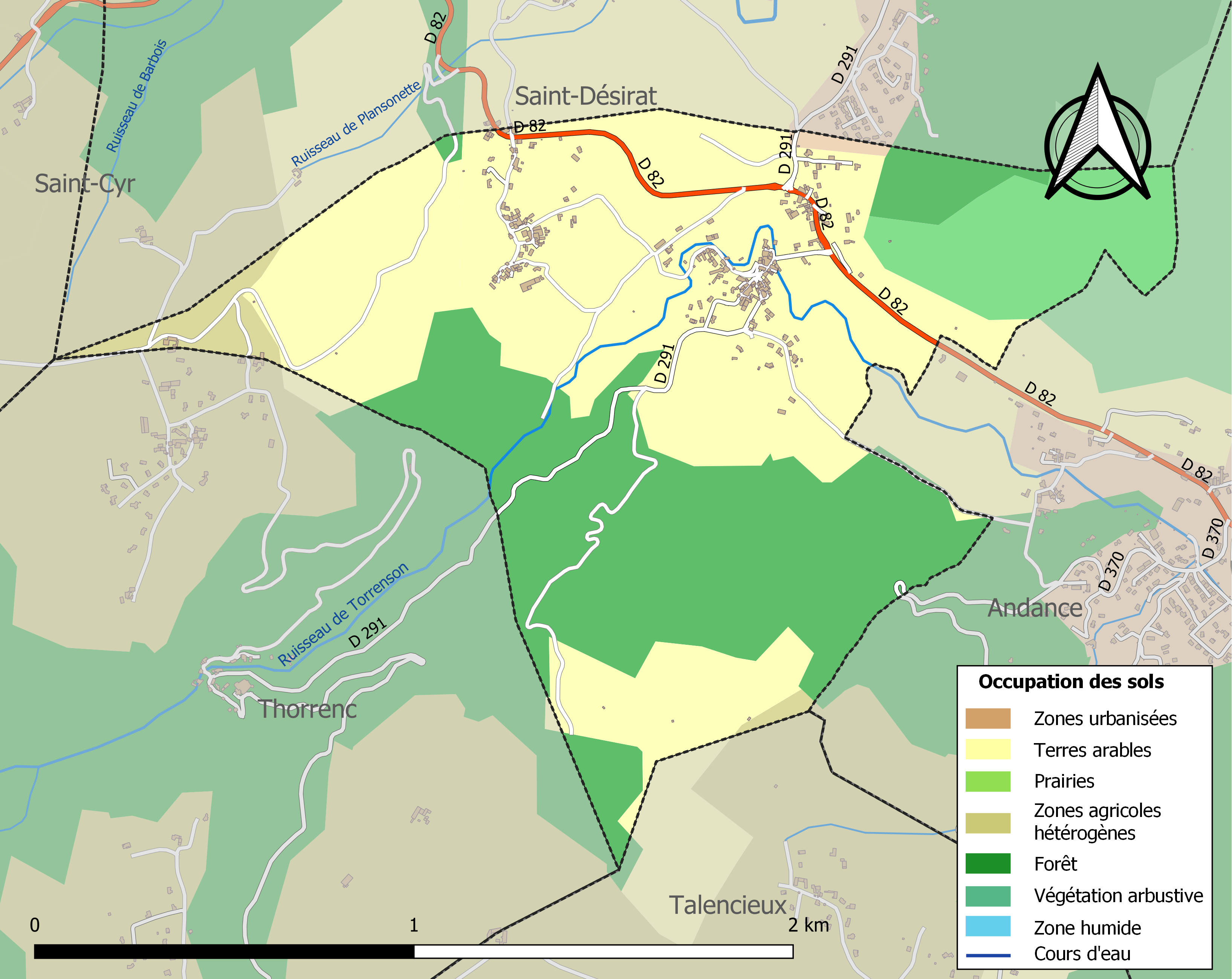
Kaart van de gemeente met belangrijkste infrastructuur, bodemgebruik en omliggende gemeenten

## Demografie
Onderstaande figuur toont het verloop van het inwonertal (bron: INSEE-tellingen).

Vanwege een beveiligingsprobleem met de MediaWiki Graph-software is het momenteel niet mogelijk deze grafiek weer te geven. Zodra de software is bijgewerkt zal de grafiek vanzelf weer zichtbaar worden.